# Fixsenia esculi
Fixsenia esculi är en fjärilsart som beskrevs av Jacob Hübner 1798/803. Fixsenia esculi ingår i släktet Fixsenia och familjen juvelvingar. Inga underarter finns listade i Catalogue of Life.